# Fifth Third Center (Columbus)
Fifth Third Center es un edificio de 92 m ubicado en Capitol Square en la ciudad de Columbus, la capital del estado de Ohio (Estados Unidos). Fue terminado en 1998 y tiene 25 pisos. Miller & Reeves diseñó el edificio, que es el decimoséptimo más alto de Columbus. El rascacielos fue diseñado en un estilo posmoderno.
Wells Fargo Bank presentó una solicitud de ejecución hipotecaria después de que el propietario TierREIT incumpliera con un préstamo hipotecario.